# Próg Blumera
Próg Blumera – badalne per rectum masy guzowate w zachyłku odbytniczo-pęcherzowym (u mężczyzn) lub odbytniczo-pochwowym (u kobiet) występujące w rozrostach nowotworowych. Najczęściej towarzyszy rakowi trzonu i ogona trzustki.
Nazwa objawu pochodzi od amerykańskiego lekarza George'a Blumera (1872–1962).